# Petite collection Maspero
La Petite collection Maspero (surnommée la « PCM ») est une collection d'ouvrages de dimensions « poche » (11 cm x 18 cm) éditée par les Éditions Maspero entre 1967 et 1982, date de vente de la maison d'édition.
Attaché aux valeurs de l'éducation populaire, François Maspero souhaite publier des ouvrages accessibles au format poche. 17 volumes sont publiés dès la première année de lancement, tirant jusqu'à 10 000 exemplaires pour le premier tirage. Les livres de la collection comportent en moyenne 200 pages et sont proposés au prix unique de 6.15 francs.  L'éditeur s'est inspiré de la collection de poche de l'éditeur Siegfried Unseld, fondée en 1963, qui eut un succès important dans l'Allemagne fédérale.
Selon l'historienne Kristin Ross, « tout ce qui comptait dans l'élaboration de la pensée de gauche et d'extrême gauche, dans les études sociales, économiques et politiques d'inspiration marxiste [...], serait édité, ou réédité dans la "Petite collection Maspero", lancée en 1967. Vendues au prix de 6,15 francs pièce, les œuvres de cette série, que leur couverture pastel rendait immédiatement identifiable, ont offert les éléments d'une culture politique commune; selon de nombreux témoignages, les gens achetaient (ou volaient) tout bonnement chaque livre de la collection dès qu'il paraissait ».
La collection accueille les rééditions des auteurs phares de la maison d'édition, comme Paul Nizan, Frantz Fanon, Pierre Vidal-Naquet ou encore Jean-Pierre Vernant. De nombreuses anthologies sont également proposées, comme celles de Che Guevara, Jean Jaurès ou Rosa Luxembourg. Maspero s'associe à Roger Dangeville, qui collabore notamment aux Cahiers de l'Herme, pour réaliser les anthologies de Marx et Engels. Des ouvrages d'actualités en prise avec les luttes sociales et sociétales contemporaines sont également édités, à l'image du livre du Comité pour la liberté de l'avortement et de la contraception intitulé Libérons l'avortement, publié en 1973, ou Le petit livre juridique des travailleurs immigrés, résultat du travail de certains collectifs de militants.
En 1982, au terme de son existence, le volume total des tirages de la collection s'élève à 4,4 millions d'exemplaires, représentant 44% de la production des Éditions Maspero. La fin des années 1970 est concomitante à un recul des ventes et des tirages des ouvrages de la « PCM ». François Maspero lance, en 1979, une nouvelle collection de poche, « La Découverte », consacrée à la littérature de voyage alors en plein essor.

## Liste des titres de la collection
Les 278 ouvrages parus sont listés ici selon leur numéro de publication que l'on retrouve sur leur dos.
1. Jomo Kenyatta, Au pied du Mont Kenya.
2. Mao Tsé-Toung, Écrits choisis en 3 volumes – I.
3. Mao Tsé-Toung, Écrits choisis en 3 volumes – II.
4. Mao Tsé-Toung, Écrits choisis en 3 volumes - III.
5. Charles Bettelheim, Planification et croissance accélérée.
6. Paul Nizan, Aden Arabie (préface de Jean-Paul Sartre).
7. Prosper-Olivier Lissagaray, Histoire de la Commune de 1871.
8. volume triple
9. volume triple
10. Paul Nizan, Les chiens de garde.
11. Émile Copfermann, Problèmes de la jeunesse.
12. Le romancero de la résistance espagnole, I.
13. Le romancero de la résistance espagnole, II.
14. Général V.N. Giap, Guerre du peuple, armée du peuple.
15. Wolfgang Abendroth, Histoire du mouvement ouvrier en Europe.
16. Pierre Jalée, Le pillage du tiers monde.
17. Georg Lukacs, Balzac et le réalisme français.
18. Ho Chi Minh, Œuvres choisies.
19. Che Guevara, Le socialisme et l'homme.
20. Frantz Fanon, Les Damnés de la Terre.
21. Malcolm X, Le pouvoir noir.
22. Charles Bettelheim, La construction du socialisme en Chine.
23. Daniel Guérin, Le mouvement ouvrier aux États-Unis.
24. Jean Chesneaux, Le Vietnam.
25. Fidel Castro, Révolution cubaine I (1953-1962).
26. Fidel Castro, Révolution cubaine II (1962-1968).
27. Lorand Gaspar, Histoire de la Palestine.
28. Frantz Fanon, Sociologie d'une révolution.
29. Paul Nizan, Les matérialistes de l'antiquité.
30. Louis Althusser et Étienne Balibar, Lire Le Capital I.
31. Louis Althusser et Étienne Balibar, Lire Le Capital II.
32. Nicolas Boukharine et Eugène Préobrajensky, ABC du communisme I.
33. Nicolas Boukharine et Eugène Préobrajensky, ABC du communisme II.
34. Che Guevara, Œuvres I : La guerre de guérilla et autres textes militaires.
35. Che Guevara, Œuvres II : Souvenirs de la guerre révolutionnaire.
36. Che Guevara, Œuvres III : Textes politiques.
37. Che Guevara, Œuvres IV : Journal de Bolivie.
38. Régis Debray, Révolution dans la révolution ? et autres essais.
39. Walter Benjamin, Essais sur Bertolt Brecht.
40. Rosa Luxemburg, Œuvres I : Réforme sociale ou révolution ? - Grèves de masses, parti et syndicats.
41. Rosa Luxemburg, Œuvres II : Textes politiques, 1917-1918.
42. Frantz Fanon, Pour la révolution africaine.
43. Émile Copfermann, Le théâtre populaire pourquoi ?
44. Moses I. Finley, Le monde d'Ulysse.
45. Daniel Guérin, Sur le fascisme I, La peste brune.
46. Daniel Guérin, Sur le fascisme II, Fascisme et grand capital.
47. Rosa Luxemburg, Œuvres III : L'accumulation du capital (I).
48. Rosa Luxemburg, Œuvres IV : L'accumulation du capital (ll).
49. Pierre Jalée, L'impérialisme en 1970.
50. Paul Lafargue, Le droit à la paresse, préface de Maurice Dommanget.
51. Célestin Freinet, Pour l'école du peuple.
52. Gian Mario Bravo, Les socialistes avant Marx, I.
53. Gian Mario Bravo, Les socialistes avant Marx, II.
54. Gian Mario Bravo, Les socialistes avant Marx, III.
55. Paul Nizan, Intellectuel communiste, I.
56. Paul Nizan, Intellectuel communiste, II.
57. Renate Zahar, L'œuvre de Frantz Fanon.
58. Constantin Sinelnikoff, L'œuvre de Wilhem Reich, I.
59. Constantin Sinelnikoff, L'œuvre de Wilhem Reich, II.
60. Nathan Weinstock, Le mouvement révolutionnaire arabe.
61. Constantin Tsoucalas, La Grèce de l'indépendance aux colonels.
62. Michael Lowy, La pensée de Che Guevara.
63. Victor Serge, Ce que tout révolutionnaire doit savoir de la répression.
64. Alfred Rosmer, Moscou sous Lénine, I.
65. Alfred Rosmer, Moscou sous Lénine, II.
66. Daniel Guerin, Ni Dieu ni Maître, I – Anthologie de l'anarchisme.
67. Daniel Guerin, Ni Dieu ni Maître, II – Anthologie de l'anarchisme.
68. Daniel Guerin, Ni Dieu ni Maître, II – Anthologie de l'anarchisme.
69. Daniel Guerin, Ni Dieu ni Maître, IV – Anthologie de l'anarchisme.
70. Louise Michel, La Commune – Histoire et souvenirs, I.
71. Louise Michel, La Commune – Histoire et souvenirs, II.
72. Charles Bettelheim, L'économie allemande sous le nazisme, I.
73. Charles Bettelheim, L'économie allemande sous le nazisme, II.
74. Pierre Jalée, Le tiers monde en chiffres.
75. Robert L. Allen (en), Histoire du mouvement noir aux États-Unis, I.
76. Robert L. Allen (en), Histoire du mouvement noir aux États-Unis, II.
77. Nicos Poulantzas, Pouvoir politique et classes sociales, I.
78. Nicos Poulantzas, Pouvoir politique et classes sociales, II.
79. Charles Bettelheim, L'Inde indépendante.
80. Vo Nguyen Giap, Récits de la résistance vietnamienne.
81. Maurice Godelier, Rationalité et irrationalité en économie, I.
82. Maurice Godelier, Rationalité et irrationalité en économie, II.
83. Marcel Cohen, Matériaux pour une sociologie du langage, I.
84. Marcel Cohen, Matériaux pour une sociologie du langage, II.
85. Le petite livre rouge des écoliers et lycéens (interdit par le gouvernement français).
86. Jean-Pierre Vernant, Mythe et pensée chez les grecs, I.
87. Jean-Pierre Vernant, Mythe et pensée chez les grecs, II.
88. Victor Serge, L'an I de la Révolution russe, I.
89. Victor Serge, L'an I de la Révolution russe, II.
90. Victor Serge, L'an I de la Révolution russe, III, suivi de La ville en danger.
91. Partisans, Pédagogie : Éducation ou mise en condition ?
92. Jean Daubier, Histoire de la révolution culturelle prolétarienne en Chine, I.
93. Jean Daubier, Histoire de la révolution culturelle prolétarienne en Chine, II.
94. René Backmann et Claude Angeli, Les polices de la Nouvelle Société.
95. Maurice Dommanget, La Jacquerie.
96. Karl Marx et Friedrich Engels, Le syndicalisme, I : Théorie, organisation, activité.
97. Karl Marx et Friedrich Engels, Le syndicalisme, II : Contenu et signification des revendications.
98. Paul Sweezy et Charles Bettelheim, Lettres sur quelques problèmes actuels du socialisme (nouvelle édition augmentée).
99. Louis Althusser, Lénine et le philosophie, suivi de Marx et Lénine devant Hegel.
100. Wilhem Reich, La lutte sexuelle des jeunes.
101. Che Guevara, Œuvres, V : Textes inédits.
102. Che Guevara, Œuvres, VI : Textes inédits.
103. Eric John Hobsbawm, Les bandits.
104. Jacques Danos et Marcel Gibelin, Juin 36, I.
105. Jacques Danos et Marcel Gibelin, Juin 36, II.
106. Partisans, Libération de femmes, année zéro.
107. Sally N'Dongo, La « coopération » franco-africaine.
108. « 4 vertats », Le petit livre de l'Occitanie.
109. Partisans, Sport, culture et répression.
110. Ernest Mandel, La formation de la pensée économique de Karl Marx.
111. Gérard Chaliand et Juliette Minces, L'Algérie indépendante.
112. Yves Benot, Qu'est-ce que le développement ?
113. Basil Davidson, L'Afrique ancienne, I.
114. Basil Davidson, L'Afrique ancienne, II.
115. Victor Serge, Vie et mort de Léon Trotsky.
116. Volume double
117. Jean Benoît, Staline.
118. Pierre Salama et Jacques Valier, Une introduction à l'économie politique.
119. Charles Bettelheim, Révolution culturelle et organisation industrielle en Chine.
120. Karl Marx et Friedrich Engels, Le parti de classe, I.
121. Karl Marx et Friedrich Engels, Le parti de classe, II.
122. Karl Marx et Friedrich Engels, Le parti de classe, III.
123. Karl Marx et Friedrich Engels, Le parti de classe, IV.
124. Jacques Ranciere, Lire le Capital, III.
125. Roger Establet et Pierre Macherey, Lire le Capital, IV.
126. Critiques de l'économie politique, L'inflation.
127. Claude Prulhiere, Québec ou Presqu'Amérique.
128. Pierre Jalée, L'exploitation capitaliste.
129. Guy Caro, La médecine en question.
130. Paulo Freire, Pédagogie des opprimés, suivi de Conscientisation et Révolution.
131. Karl Marx et Friedrich Engels, Le mouvement ouvrier français, I.
132. Karl Marx et Friedrich Engels, Le mouvement ouvrier français, II.
133. Reimut Reiche, Sexualité et lutte de classes.
134. Abdallah Laroui, L'histoire du Maghreb, I.
135. Abdallah Laroui, L'histoire du Maghreb, II.
136. Michel Gutelman, Structures et réformes agraires. Instruments pour l'analyse.
137. Kader Ammour, Christian Leucate et Jean-Louis Moulin, La voie algérienne. Les contradictions d'un développement national.
138. Roger Gentis, Les murs de l'asile.
139. Mouvement d'action judiciaire,Les droits du soldat.
140. Mahmoud Hussein, L'Égypte. Lutte de classes et libération nationale I. 1945-1967.
141. Mahmoud Hussein, L'Égypte. II. 1945-1973.
142. Fernand Deligny, Les vagabonds efficaces, et autres récits. Préface d'Émile Copfermann.
143. Pierre Vidal-Naquet, La torture dans la république.
144. Les crimes de l'armée française. Présentation de Pierre Vidal-Naquet.
145. Partisans, Gardes-fous, arrêtez de vous serrer les coudes.
146. Collectif d'alphabétisation, GISTI, Le petit livre juridique des travailleurs immigrés.
147. Yves Benot, Indépendances africaines. Idéologie et réalité.
148. Volume double
149. Manuel Castells, Luttes urbaines.  (ISBN 2-7071-0591-0)
150. Pierre Rousset, Le parti communiste vietnamien.
151. Jacques Valier, Sur l'impérialisme.
152. Jean-Marie Brohm et Michel Field, Jeunesse et révolution.
153. Comité Sahel, Qui se nourrit de la famine en Afrique ?
154. Tankonalasanté.
155. Victor Serge, Littérature et révolution.
156. Confédération C.F.D.T. des P.T.T., Des « idiots » par milliers.
157. MLAC – Rouen Centre, Vivre autrement dès maintenant.
158. Pierre Salama, Sur la valeur.
159. Marcel Martinet, Culture prolétarienne.
160. Karl Marx et Friedrich Engels, Utopisme et communauté de l'avenir.
161. Karl Marx et Friedrich Engels, Les utopistes.
162. Pierre Jalee, Le projet socialiste. Une approche marxiste.
163. Léon Trotsky, 1917.
164. Jean Chesneaux, Du passé, faisons table rase ?
165. Yves Lacoste, La géographie, ça sert d'abord à faire la guerre.
166. Jacques Valier, Le P.C.F. et le capitalisme monopoliste d'État.
167. Robert Pelletier et Serge Ravet, Le mouvement des soldats.
168. Émile Copfermann, Vers un théâtre différent.  (ISBN 2-7071-0831-6)
169. Fidel Castro, Bilan de la révolution cubaine.
170. Sally N'Dongo, « Coopération » et néo-colonialisme.
171. Karl Marx et Friedrich Engels, Critique de l'éducation et de l'enseignement.
172. Daniel Guerin, La révolution française et nous.
173. Pierre Kropotkine, Œuvres.
174. Jean Jaurès, La classe ouvrière.
175. Champ social.
176. Ronald David Laing et Aaron Esterson, L'équilibre mental, la folie et la famille.
177. Claude Alzon, La femme potiche et la femme boniche.
178. Charles Wright Mills, L'imagination sociologique.
179. Les mémoires de Géronimo.
180. Michel Tort, Le quotient intellectuel.
181. Les trafics d'armes de la France.
182. Alexandra Kollontai, Marxisme et révolution sexuelle.
183. René Lefort, L'Afrique du Sud : histoire d'une crise.
184. Eugène Varlin, Pratique militante et écrits d'un ouvrier communard.
185. Jésus Silva Herzog, La révolution mexicaine.
186. Lionel Richard, Le nazisme et la culture.
187. Mongo Beti,Main basse sur le Cameroun.
188. Ernest Mandel, Critique de l'eurocommunisme.
189. Rémy Butler et Patrice Noisette, De la cité ouvrière au grand ensemble.
190. Maurice Godelier, Horizon, trajets marxistes en anthropologie.
191. Volume double
192. Roger Faligot, La résistance irlandaise.
193. Léon Trotsky, L'avènement du bolchevisme.
194. Perry Anderson, Sur le marxisme occidental.
195. SGEN-CFDT, L'école en lutte.
196. Maurice Dobb et Paul Sweezy, Du féodalisme au capitalisme : problème de la transition, I.
197. Maurice Dobb et Paul Sweezy, Du féodalisme au capitalisme : problème de la transition, II.
198. Pierre Frank, Le stalinisme.
199. Jean-Pierre Colson, Le nucléaire sans les français.
200. Laura Conti, Qu'est-ce que l'écologie ?
201. Pierre Raymond, L'histoire et les sciences.
202. Ligue communiste révolutionnaire, Oui, le socialisme !
203. Fédération de l'enseignement privé C.F.D.T., Libres dans l'école libre ?
204. Collectif radios libres populaires, Les radios libres.
205. Célestin Freinet, La santé mentale de l'enfant.
206. Lorand Gaspar, Histoire de la Palestine.
207. Quel corps ?
208. Christian Palloix, Travail et production.
209. Patrick Tissier, L'éducation en Chine populaire.
210. Karl Marx et Friedrich Engels, Critique de Malthus.
211. Anne-Marie Dardigna, La presse « féminine ».
212. Perry Anderson, Sur Gramsci.
213. Revue « Actes », Délinquances et ordre.
214. Roger Gentis, Guérir la vie.
215. William Francis Ziwie, Droit du détenu et de la défense.
216. Syndicat de la magistrature, Des juges croquent la Justice.
217. Olga Semoyonova et Victor Haynes, Syndicalisme et libertés en Union soviétique.
218. Victor Serge, Les années sans pardon.
219. Tahar Ben Jelloun, Les amandiers sont morts de leurs blessures.
220. John Reed, Le Mexique insurgé.
221. François Maspero, Les mots ont un sens.
222. Louise Michel, Mémoires.
223. Gilles Bourque et Anne Legare, Le Québec, la question nationale.
224. Jules Chome, L'ascension de Mobutu.
225. Rudolf Hoess, Le commandant d'Auschwitz parle...
226. André Granou, Yves Barou et Bernard Billaudot, Croissance et crise.
227. Mémoires de femmes, mémoires du peuple.
228. Blet, Gerard, Guemann, Miaille, Natali, Obrego, Sem et Vieux, La justice en Chine.
229. Christian Baudelot et Roger Establet, L'école primaire divise.
230. Collectif I.C.E.M. Pédagogie Freinet, Perspectives d'éducation populaire.
231. Frank Tenaille, Les 56 Afriques, Guide politique, I, A à L.
232. Frank Tenaille, Les 56 Afriques, Guide politique, II, M à Z.
233. Jean-Pierre Vernant, Religions, histoires, raisons.
234. Charles Darwin, L'Origine des espèces, I.
235. Charles Darwin, L'Origine des espèces, II.
236. Augusto Boal, Le théâtre de l'opprimé.
237. Ernest Mandel, Trotsky.
238. CEDETIM , L'Impérialisme français.
239. Domitila Barrios de Chungara, Si on me donne la parole : la vie d'une femme de la mine bolivienne.
240. Mário Pinto de Andrade, Amilcar Cabral : essai de biographie politique.
241. Amilcar Cabral, Unité et lutte (extraits).
242. Heinrich Boll et Günter Wallraff, Rapports.
243. Maxime Rodinson, La Fascination de l'Islam.
244. Anne-Marie Dardigna, Les Châteaux d'Éros ou les Infortunes du sexe des femmes.
245. Eric Havelock, Aux origines de la civilisation écrite en Occident.
246. Pierre Vidal-Naquet, Les Juifs, la mémoire et le présent.
247. Gérard Chaliand, Les Kurdes et le Kurdistan, la question nationale kurde au Proche-Orient.
248. Sophie Bessis, L'Arme alimentaire.
249. Maxime Rodinson, Peuple juif ou problème juif ?
250. Élise Freinet, Naissance d'une pédagogie populaire : historique de l'école moderne (pédagogie Freinet).
251. François Maspero, René Dumont, Claude Meillassoux et Yves Benot, La France contre l'Afrique.
252. Christian Baudelot, Roger Establet et Jacques Malemort, La petite bourgeoisie en France.
253. Jean-Pierre Mordier, Les Débuts de la psychanalyse en France : 1895-1926.
254. Michael Billig, L'Internationale raciste : de la psychologie à la science des races.
255. Jean Carpentier, Médecine générale.
256. Eva Kanturkova, Douze femmes à Prague.
257. Agnes Heller et Ferenc Feher, Marxisme et démocratie.
258. Association internationale de défense des artistes victimes de la répression dans le monde, Argentine, une culture interdite : pièces à conviction 1976-1981.
259. Alexandre Bennigsen et Chantal Lemercier-Quelquejay, Les Musulmans oubliés : l'Islam en U.R.S.S.
260. M. Claire Ferrie, Enfants de justice (écrit en collaboration avec le Syndicat de la magistrature).
261. Wei Jingsheng, Fu Yuehua, Victor Sidane et Wojtek Zafanolli, Procès politiques à Pékin.
262. Christian Baudelot, Roger Benoliel, Hubert Cukrowick et Roger Establet, Les Étudiants, l'emploi, la crise.
263. Jorge Beinstein, Carlos Ominami, Miguel Benasayag, José Luis Morales, Amérique latine : luttes et mutations.
264. Benigno Cacérès, « Allons au-devant de la vie » : la naissance du temps des loisirs en 1936.
265. Collectif, La Commune en images - 1871.
266. Jean Eglin et Hervé Théry, Le pillage de l'Amazonie.
267. Miguel Benasayag, Malgré tout : contes à voix basse des prisons argentines.
268. Guy Caro, La médecine en question.
269. Fernand Rude, Les révoltes des canuts : novembre 1831 – avril 1834.
270. Pierre Salama et Patrick Tissier, L'industrialisation dans le sous-développement.
271. Alfred Dreyfus, Cinq années de ma vie (1894-1899).
272. Georges Sorel et Larry Portis, Présentation et textes.
273. Ana-Maria Galano, François Gèze et Fanchita Gonzalez-Batlle, Famines et pénuries, la faim dans le monde et les idées reçues.
274. Jacques Valier, Une Critique de l'économie politique, I, Valeur et exploitation.
275. Jacques Valier, Une Critique de l'économie politique, II, L'État, l'impérialisme, la crise.
276. Jean-Pierre Liégeois, Tsiganes.
277. Simón Bolívar, L'unité impossible.
278. Philippe Lacroix, Éviter la guerre ?